# توروالد استاونینگ
توروالد استاونینگ (دانمارکی: Thorvald Stauning؛ ۲۶ اکتبر ۱۸۷۳ – ۳ مهٔ ۱۹۴۲) یک سیاست‌مدار اهل دانمارک بود. او اولین نخست وزیر از حزب سوشیال دموکرات بود که در ۱۹۲۴ کابینه تشکیل داد. به خاطر تلاش هایش برای ایجاد نظام رفاهی و بهبود شرایط کارگران به یک شخصیت کلیدی در سیاست دانمارک تبدیل شد.
او همچنین نقش مهمی در مهار بحران قانون اساسی عید پاک در سال ۱۹۲۰ ایفا کرد، طوری که توانسط طی مذاکراتی با شاه به این توافق برسد که نقش سلطنت صرفاً نمادین است و از هرگونه دخالت آینده در عملکرد دموکراسی پارلمانی اجتناب کرد.